# شغال طلایی

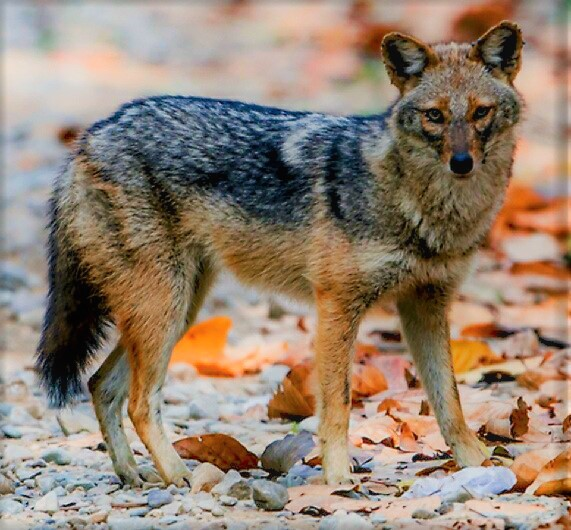
شغال طلایی در هند

شغال طلایی (نام علمی: Canis aureus)، که به شغال معمولی و شغال آسیایی هم معروف است، از سگ‌سانان بومی شمال آفریقا، جنوب شرقی و مرکز اروپا، آناتولی، خاورمیانه و جنوب شرق آسیا است. این جانور از سوی اتحادیه بین‌المللی حفاظت از طبیعت به عنوان موجودی با کمترین نگرانی طبقه‌بندی شده‌است. این گونهٔ شغال جانوری اجتماعی است و به صورت خانوادگی (نر و ماده و توله‌هایشان) زندگی می‌کند و گاهی چند خانواده با هم به شکار می‌روند. این جانور انطباق‌پذیری خوبی با شرایط مختلف دارد و از منابع غذایی متنوعی شامل میوه‌ها، جوندگان، پرندگان، حشرات و سم‌داران کوچک تغذیه می‌کند. فرصت‌طلبی شغال در بهره‌گیری از منابع غذایی مختلف موجب شده تا این جانور در نقاط مختلفی پراکنده شود. آن‌ها در جستجوی غذا مسافت‌های طولانی را می‌پیمایند و توانایی شنا کردن را دارند.
شغال طلایی تنها شغال بومی ایران است. این جانور در ادبیات عامیانه آسیا، خاورمیانه و آفریقا حضور پررنگی دارد.

## تغذیه
شغال جانوری همه‌چیزخوار و فرصت‌طلب است و غذای آن با توجه به فصل و منطقه زندگی تفاوت می‌کند. در بهاراتپور هند بیش از ۶۰ درصد غذای شغال‌ها از جوندگان، پرندگان و میوه‌ها تشکیل می‌شود و در کانهای هند بیش از ۸۰ درصد غذای خود را با خوردن از جوندگان، خزندگان و میوه‌ها تأمین می‌کنند. در قفقاز شغال‌ها بیشتر به شکار خرگوش و جوندگان کوچک همچون موش‌ها و همین‌طور پرندگانی چون قرقاول، مرغابی، دراج، آنقوت و انواع گنجشک می‌پردازند.
گلابی، ولیک، ازگیل و زغال اخته از جمله میوه‌هایی هستند که شغال‌ها معمولاً از آن‌ها تغذیه می‌کنند. آن‌ها همچنین به مزارع انگور، هندوانه، خربزه و انواع آجیل نیز دستبرد می‌زنند. در اطراف رود وخش در آسیای میانه تقریباً تمام غذای شغال‌ها در فصل بهار با خوردن نیشکر وحشی تأمین می‌شود و در زمستان از میوه زیتونهای وحشی تغذیه می‌کنند. در اطراف صحرای قره‌قوم در آسیای میانه شغال‌ها به شکار جربیل، مارمولک، مار، ماهی و موسکرات می‌پردازند و میوه‌های زیتون وحشی، توت، زردآلو، هندوانه، خربزه، گوجه فرنگی و انگور را نیز می‌خورند. در مجارستان ولها (موش علفزار) رایج‌ترین شکار شغال‌ها هستند و در ایتالیا به شکار خرگوش صحرایی و شوکاهای کوچک می‌پردازند.
بر اساس تحقیقی که در سال‌های ۳–۲۰۰۲ بر روی رژیم غذایی شغال در اسرائیل انجام شد. در ۳۹ درصد موارد غذای آن‌ها از سم‌داران (۸۰ درصد آن‌ها از حیوانات اهلی بودند که احتمالاً اکثراً به صورت لاشه مصرف شده‌اند)، ۳۱ درصد از میوه‌ها، ۳۰ درصد پرندگان، ۲۳٫۵ درصد از پستانداران کوچک، ۲۱ درصد از بی‌مهرگان و تنها ۹ درصد زباله تشکیل می‌شد (مجموع درصدها بیشتر از صد است چون تعداد مواردی که هر نوع غذا در مدفوع آن‌ها مشاهده شده در نظر گرفته شده‌است). از نظر حجم غذایی سم‌داران با ۶۷ درصد بیشتر غذای شغال‌ها را تشکیل می‌دادند. اما در تحقیق‌های دیگری که در نقاط دیگر دنیا انجام شده سهم سم‌داران به این اندازه بالا نبوده‌است. در اکثر تحقیقات پستانداران کوچک به ویژه جوندگان (موش، رات، جربیل، ول) و در مرتبه بعدی پرندگان و میوه‌ها بیشترین غذای شغال‌ها را تشکیل می‌دادند. در جمهوری آذربایجان و آبخازیا نیز کویپو از طعمه‌های اصلی شغال زرد است.

## زیستگاه
زیستگاه مورد علاقه این جانور بوته‌زارهای هموار، نیزارهای مرطوب و دشتهای سیلابی است. شغال هرچند بیشتر برای زندگی در مناطق بیابانی سازگار شده و آمادگی خوبی برای زندگی در مناطق پربرف ندارد اما توانایی تحمل هوای ۲۵ تا ۳۵ درجه زیر صفر را هم دارد. شغال معمولاً از زندگی در جنگل‌های کوهستانی خودداری می‌کند اما در کوه‌های آلپ هم دیده شده‌است. شغال‌ها در ترکیه و قفقاز نیز در مناطق مرتفع دیده شده‌اند.

## مشخصات
شغال طلایی به‌طور کلی شبیه به یک گرگ کوچک است، با این تفاوت که رنگ آن روشن‌تر، بدنش لاغرتر، پوزه‌اش باریک‌تر و دمش کوتاه‌تر است و پوشش زمستانی اش به رنگ گندمگون مایل به سرخ است. شغال زرد از نظر ژنتیکی نیز بیشتر به گرگ خاکستری، کایوت و گرگ اتیوپیایی نزدیک است تا به شغال پشت‌سیاه و شغال پهلونواری. این حیوان حتی قادر به جفت‌گیری با گرگ‌ها (و همین‌طور سگ که نوع اهلی گرگ است) و زایش توله‌های بارور دورگه است و جمعیت‌های دورگهٔ شغال و گرگ در سنگال و بلغارستان کشف شده‌اند.
دورگه‌های شغال طلایی و سگ نیز پرورش داده شده‌اند. از سال ۱۹۷۵ محققان روسی پروژه‌ای را برای تلفیق شغال با سگ هاسکی آغاز کردند تا یک نژاد اصلاح‌شده را تولید کنند که قدرت بویایی شغال و مقاومت به سرمای هاسکی را داشته باشد. شرکت هواپیمایی روسی آئروفلوت در سال‌های اخیر از سگ‌های سولیموف که یک‌چهارم شغال هستند برای کشف مواد منفجره جاسازی‌شده که توسط دستگاه‌ها قابل کشف نیستند استفاده می‌کند.
شغال طلایی معمولاً بر سگ‌سانان کوچک‌تر از خود برتری دارد. 

## دشمنان طبیعی و رقبا
گسترش شغال‌ها به نقاط مختلف اروپا در سال‌های اخیر به کاهش جمعیت گرگ‌ها نسبت داده شده‌است. البته در مواردی نیز مشاهده شده که شغال‌ها و گرگ‌ها در کنار هم بوده‌اند بدون اینکه هیچ نشانه‌ای از دشمنی و خصومت بین آن‌ها دیده شود.
در هندوستان شغال‌های تنهایی که از گله اخراج شده‌اند به همزیستی با ببرها روی می‌آورند. یک شغال به سراغ یک ببر رفته و او را تعقیب می‌کند تا از شکارهای او تغذیه کند و حتی زمانی که طعمه‌ای را می‌بیند با صدای بلند ببر را خبر می‌کند. ببرها کاری به این شغال‌ها ندارند و حتی مشاهده شده که یک شغال بدون هیچ ترسی از بین سه ببر رفت‌وآمد می‌کرده‌است.